# William Clark (tir à l'arc)
Pour les articles homonymes, voir William Clark (homonymie) et Clark.
William A. Clark, né en mars 1842 dans l'Ohio et mort le 20 octobre 1913 à Knoxville, est un archer américain. Il est médaillé d'argent par équipe aux Jeux olympiques de 1904 à Saint-Louis. Durant ces Jeux, il termine aussi sixième de l'épreuve de double american round.

## Palmarès
- Jeux olympiques
  -  Médaille d'argent par équipes aux Jeux olympiques de 1904 à Saint-Louis.